# Acalypha fulva
Acalypha fulva är en törelväxtart som beskrevs av Ivan Murray Johnston. Acalypha fulva ingår i släktet akalyfor, och familjen törelväxter. Inga underarter finns listade i Catalogue of Life.